# Karl-Johan Westberg
Karl-Johan Westberg (* 9. Dezember 1992) ist ein schwedischer Skilangläufer.

## Werdegang
Westberg startete erstmals im Jahr 2009 im Scandinavian Cup und erzielte im März 2013 im Sprint in Jõulumäe mit Rang zehn seine erste Top-10-Platzierung. Im Weltcup hatte Westberg seinen ersten Einsatz im März 2014 in Lahti, wo er sich als 36. der Qualifikation nicht für das Sprintfinale qualifizierte. Im Februar 2015 belegte er bei seinem zweiten Weltcupeinsatz Platz 77 über 15 km Freistil in Östersund, bevor er wenige Tage später beim Scandinavian Cup in Jõulumäe Rang vier im Sprint erreichte. Zu Beginn der Saison 2015/16 startete Westberg beim Nordic Opening in Ruka, das er als 76. der Gesamtwertung beendete. Im Dezember 2015 erzielte er mit Rang zwei beim Sprint in Vuokatti seine erste Podiumsplatzierung im Scandinavian Cup. Im folgenden Monat wurde er schwedischer Meister im Sprint. Beim Weltcup in Lahti im Februar 2016 holte er mit dem 27. Platz im Sprint seine ersten Weltcuppunkte. Nach Platz zwei im Sprint beim Scandinavian Cup in Lahti in der Saison 2016/17, erreichte er in Toblach mit dem zweiten Platz zusammen mit Oskar Svensson im Teamsprint seine erste Podestplatzierung im Weltcup. Anfang Februar 2017 wurde er bei den schwedischen Meisterschaften Zweiter im Sprint. In der Saison 2017/18 errang er den 61. Platz beim Ruka Triple und den 53. Platz beim Weltcupfinale in Falun. In der folgenden Saison belegte er den 69. Platz beim Lillehammer Triple, den 38. Rang bei der Tour de Ski 2018/19 und den 33. Platz beim Weltcupfinale in Québec und errang zum Saisonende den 66. Platz im Gesamtweltcup. In der Saison 2019/20 lief er mit dem 30. Platz bei der Tour de Ski 2019/20 und dem 27. Rang bei der Skitour, auf den 64. Platz im Gesamtweltcup. In der folgenden Saison wurde er in Ulricehamn Dritter im Teamsprint und belegte bei den nordischen Skiweltmeisterschaften 2021 in Oberstdorf den 37. Platz über 15 km Freistil und den sechsten Rang zusammen mit Oskar Svensson im Teamsprint.

## Siege bei Continental-Cup-Rennen
| Nr. | Datum          | Ort   | Disziplin       | Serie            |
| --- | -------------- | ----- | --------------- | ---------------- |
| 1.  | 7. Januar 2022 | Falun | Sprint Freistil | Scandinavian Cup |

## Platzierungen im Weltcup

### Weltcup-Statistik
Die Tabelle zeigt die erreichten Platzierungen im Einzelnen.
- 1.–3. Platz: Anzahl der Podiumsplatzierungen
- Top 10: Anzahl der Platzierungen unter den ersten zehn
- Punkteränge: Anzahl der Platzierungen innerhalb der Punkteränge
- Starts: Anzahl gelaufener Rennen in der jeweiligen Disziplin
- Hinweis: Bei den Distanzrennen erfolgt die Einordnung gemäß FIS.

| Platzierung               | Distanzrennen a | Distanzrennen a | Distanzrennen a | Distanzrennen a | Distanzrennen a | Skiathlon Verfolgung | Sprint | Etappen- rennen b | Gesamt | Team c | Team c  |
| Platzierung               | ≤ 5 km          | ≤ 10 km         | ≤ 15 km         | ≤ 30 km         | > 30 km         | Skiathlon Verfolgung | Sprint | Etappen- rennen b | Gesamt | Sprint | Staffel |
| ------------------------- | --------------- | --------------- | --------------- | --------------- | --------------- | -------------------- | ------ | ----------------- | ------ | ------ | ------- |
| 1. Platz                  |                 |                 |                 |                 |                 |                      |        |                   |        |        |         |
| 2. Platz                  |                 |                 |                 |                 |                 |                      |        |                   |        | 1      |         |
| 3. Platz                  |                 |                 |                 |                 |                 |                      |        |                   |        | 1      |         |
| Top 10                    |                 |                 |                 |                 |                 |                      | 3      |                   | 3      | 3      | 2       |
| Punkteränge               |                 | 1               | 5               | 1               |                 | 2                    | 13     | 2                 | 24     | 3      | 3       |
| Starts                    |                 | 4               | 25              | 2               | 2               | 12                   | 38     | 6                 | 89     | 3      | 3       |
| Stand: Saisonende 2024/25 |                 |                 |                 |                 |                 |                      |        |                   |        |        |         |

### Weltcup-Gesamtplatzierungen
| Saison  | Gesamt | Gesamt | Distanz | Distanz | Sprint | Sprint |
| Saison  | Punkte | Platz  | Punkte  | Platz   | Punkte | Platz  |
| ------- | ------ | ------ | ------- | ------- | ------ | ------ |
| 2015/16 | 4      | 139.   | -       | -       | 4      | 91.    |
| 2016/17 | 14     | 126.   | 1       | 120.    | 13     | 65.    |
| 2017/18 | 64     | 72.    | -       | -       | 64     | 31.    |
| 2018/19 | 73     | 66.    | 7       | 89.     | 66     | 32.    |
| 2019/20 | 80     | 64.    | 11      | 79.     | 37     | 48.    |
| 2020/21 | 31     | 83.    | 14      | 67.     | 17     | 55.    |
| 2022/23 | 18     | 161.   | -       | -       | 18     | 96.    |
| 2023/24 | 26     | 152.   | 26      | 103.    | -      | -      |
| 2024/25 | 12     | 188.   | 12      | 126.    | -      | -      |